# Imposteur (album)
Albums de Julien Doré
Aimée
(2020)
Singles
1. Pourvu qu'elles soient douces[1]
Sortie : 28 août 2024
2. Toutes les femmes de ta vie[2]
Sortie : 26 septembre 2024
3. Ah ! Les crocodiles[3]
Sortie : 16 octobre 2024

Imposteur est le sixième album studio de Julien Doré sorti le 8 novembre 2024, chez Columbia.
Contrairement aux albums précédents, c'est un album composé uniquement de reprises. Une réédition de l'album est sortie le 24 janvier 2025.
La pochette de l'album est une barrette à cheveux, un accessoire que le chanteur porte lors de sa première prestation.

## Liste des titres
| Édition standard | Édition standard                          | Édition standard     | Édition standard | Édition standard | Édition standard | Édition standard | Édition standard | Édition standard | Édition standard |
| No               | Titre                                     | Interprète d'origine | Durée            |                  |                  |                  |                  |                  |                  |
| ---------------- | ----------------------------------------- | -------------------- | ---------------- | ---------------- | ---------------- | ---------------- | ---------------- | ---------------- | ---------------- |
| 1.               | Pourvu qu'elles soient douces             | Mylène Farmer        | 4:02             |                  |                  |                  |                  |                  |                  |
| 2.               | Mourir sur scène                          | Dalida               | 3:50             |                  |                  |                  |                  |                  |                  |
| 3.               | Toutes les femmes de ta vie               | L5                   | 3:54             |                  |                  |                  |                  |                  |                  |
| 4.               | Les Démons de minuit                      | Images               | 3:28             |                  |                  |                  |                  |                  |                  |
| 5.               | Un homme heureux (avec Francis Cabrel)    | William Sheller      | 3:21             |                  |                  |                  |                  |                  |                  |
| 6.               | Fly Me to the Moon                        | Frank Sinatra        | 2:36             |                  |                  |                  |                  |                  |                  |
| 7.               | Femme Like U                              | K-Maro               | 4:28             |                  |                  |                  |                  |                  |                  |
| 8.               | Sarà perché ti amo (avec Hélène Ségara)   | Ricchi e Poveri      | 2:39             |                  |                  |                  |                  |                  |                  |
| 9.               | Pull marine                               | Isabelle Adjani      | 3:52             |                  |                  |                  |                  |                  |                  |
| 10.              | Paroles... Paroles... (avec Sharon Stone) | Dalida & Alain Delon | 4:26             |                  |                  |                  |                  |                  |                  |
| 11.              | Cuitas les bananas                        | Philippe Risoli      | 2:50             |                  |                  |                  |                  |                  |                  |
| 12.              | Sensualité                                | Axelle Red           | 3:24             |                  |                  |                  |                  |                  |                  |
| 13.              | Ah ! Les crocodiles                       |                      | 2:45             |                  |                  |                  |                  |                  |                  |
| 14.              | Les Sunlights des tropiques               | Gilbert Montagné     | 3:36             |                  |                  |                  |                  |                  |                  |
| 15.              | Couleur menthe à l'eau                    | Eddy Mitchell        | 3:51             |                  |                  |                  |                  |                  |                  |
| 16.              | Les Yeux de la mama                       | Kendji Girac         | 3:08             |                  |                  |                  |                  |                  |                  |
| 17.              | Moi... Lolita                             | Alizée               | 4:18             |                  |                  |                  |                  |                  |                  |
| 60:28            |                                           |                      |                  |                  |                  |                  |                  |                  |                  |

| Réédition | Réédition                      | Réédition            | Réédition | Réédition | Réédition | Réédition | Réédition | Réédition | Réédition |
| No        | Titre                          | Interprète d'origine | Durée     |           |           |           |           |           |           |
| --------- | ------------------------------ | -------------------- | --------- | --------- | --------- | --------- | --------- | --------- | --------- |
| 1.        | Fais-moi une place             | Julien Clerc         | 2:42      |           |           |           |           |           |           |
| 2.        | Elle est d'ailleurs            | Pierre Bachelet      | 3:46      |           |           |           |           |           |           |
| 3.        | Je te promets                  | Johnny Hallyday      | 3:17      |           |           |           |           |           |           |
| 4.        | L'ange déchu                   | Jean-Louis Murat     | 2:53      |           |           |           |           |           |           |
| 5.        | Tous les garçons et les filles | Françoise Hardy      | 2:24      |           |           |           |           |           |           |
| 6.        | Qui saura                      | Mike Brant           | 1:59      |           |           |           |           |           |           |
| 7.        | Lady (Hear Me Tonight)         | Modjo                | 2:55      |           |           |           |           |           |           |
| 19:56     |                                |                      |           |           |           |           |           |           |           |

## Clips vidéos
- Pourvu qu'elles soient douces : 28 août 2024
- Toutes les femmes de ta vie : 26 septembre 2024
- Ah ! Les crocodiles : 16 octobre 2024
- Les Démons de minuit : 2 décembre 2024
- Un homme heureux (avec Francis Cabrel) : 12 février 2025

## Classements et certifications

### Classements hebdomadaires
| Classements (2024)           | Classement |
| ---------------------------- | ---------- |
| France (SNEP)                | 1          |
| Belgique (Flandre Ultratop)  | 54         |
| Belgique (Wallonie Ultratop) | 1          |
| Suisse (Schweizer Hitparade) | 3          |

### Certifications et ventes
| Région        | Certification | Ventes/Streams |
| ------------- | ------------- | -------------- |
| France (SNEP) | Platine       | 100 000        |